# Hala-See
Der Hala-See (哈拉湖,  Hā lā hú) ist ein Binnensee im Qilian-Shan-Gebirge, am Nordostrand der Qinghai-Tibet-Hochebene, in China.
Der See hat eine Wasserfläche von 590 km2. In den Randbereichen ist er relativ flach und in seinem Zentrum erreicht er eine Tiefe von 65 m. Sein Einzugsgebiet ist ein 4690 km2 großes, abflussloses Becken, durchzogen von einem tektonischen Graben und umgeben von hohen Bergketten. Die höchste dieser Bergketten ist der Shule Nanshan im Norden, dessen Gipfel 5800 m ü. M. übersteigt. Der Wasserspiegel des Sees liegt mit 4078 m ü. M. so tief eingebettet zwischen den Bergen, dass er um ungefähr 200 m ansteigen müsste, damit das Wasser aus dem Becken fließen könnte. Dann würde der See in südöstliche Richtung zum 100 km entfernten Qinghai-See abfließen. Obwohl er keinen Abfluss hat, beträgt seine Salinität nur maximal 1,8 %.
Bedingt durch den Einfluss der nahen Gletscher und dem damit verbundenen Eintrag von Schmelzwasser, ist der See anfällig für Wasserspiegelschwankungen, sowie Auswirkungen auf sein Ökosystem.